# Conger conger
Il grongo comune (Conger conger Linnaeus 1758), è un pesce osseo di mare appartenente alla famiglia Congridae.

## Distribuzione e habitat
Diffuso nell'Oceano Atlantico, dalla Norvegia al Senegal, nel Mar Mediterraneo e nel Mar Nero occidentale. Molto comune nei mari italiani, si incontra da profondità minime di pochi metri fino a 300 metri. Sono stati catturati esemplari anche ad oltre 1100 metri di profondità. Frequente tra gli scogli e nei relitti ma si può incontrare spesso anche su fondi mobili.

## Descrizione
Ha l'aspetto tipico degli Anguilliformi con pinne dorsale, caudale ed anale unite simili a quelle di un'anguilla. Presenta una pelle liscia e senza scaglie. Gli occhi sono abbastanza piccoli e sono separati da un ampio spazio piatto. Muso allungato, bocca ampia (raggiunge il centro dell'occhio), dotata di due file di denti, con labbra grandi. La mascella è sporgente sulla mandibola. La pinna dorsale ha il suo inizio all'altezza dell'apice delle pinne pettorali. Le narici anteriori sono poste sulla cima di tentacoli che si trovano all'apice del muso.
Il colore è variabile, da beige a quasi nero (gli esemplari che vivono su fondi duri sono di solito più scuri) con ventre bianco. Una fila di macchiette bianche è allineata lungo la linea laterale. La pinna impari è bordata di nero. Questo pesce può raggiungere dimensioni gigantesche: fino a tre metri per 70 chilogrammi con un diametro del corpo pari a oltre 20 centimetri ma di solito non misura più di un metro. Le femmine sono molto più grandi dei maschi.

## Comportamento
Il grongo ha abitudini simili alla murena: vive negli anfratti rocciosi dai quali esce di notte per cacciare. Una volta insediatosi in una tana è raro che si allontani da essa. È il tipico abitatore dei relitti posati su fondali sabbiosi o fangosi. Gli esemplari che vivono in ambienti sabbiosi privi di tane si infossano nel sedimento durante il giorno.

## Alimentazione
Esclusivamente carnivoro, si ciba di invertebrati bentonici (è un grande cacciatore di polpi) e di pesci. Non disdegna i pesci morti.

## Riproduzione

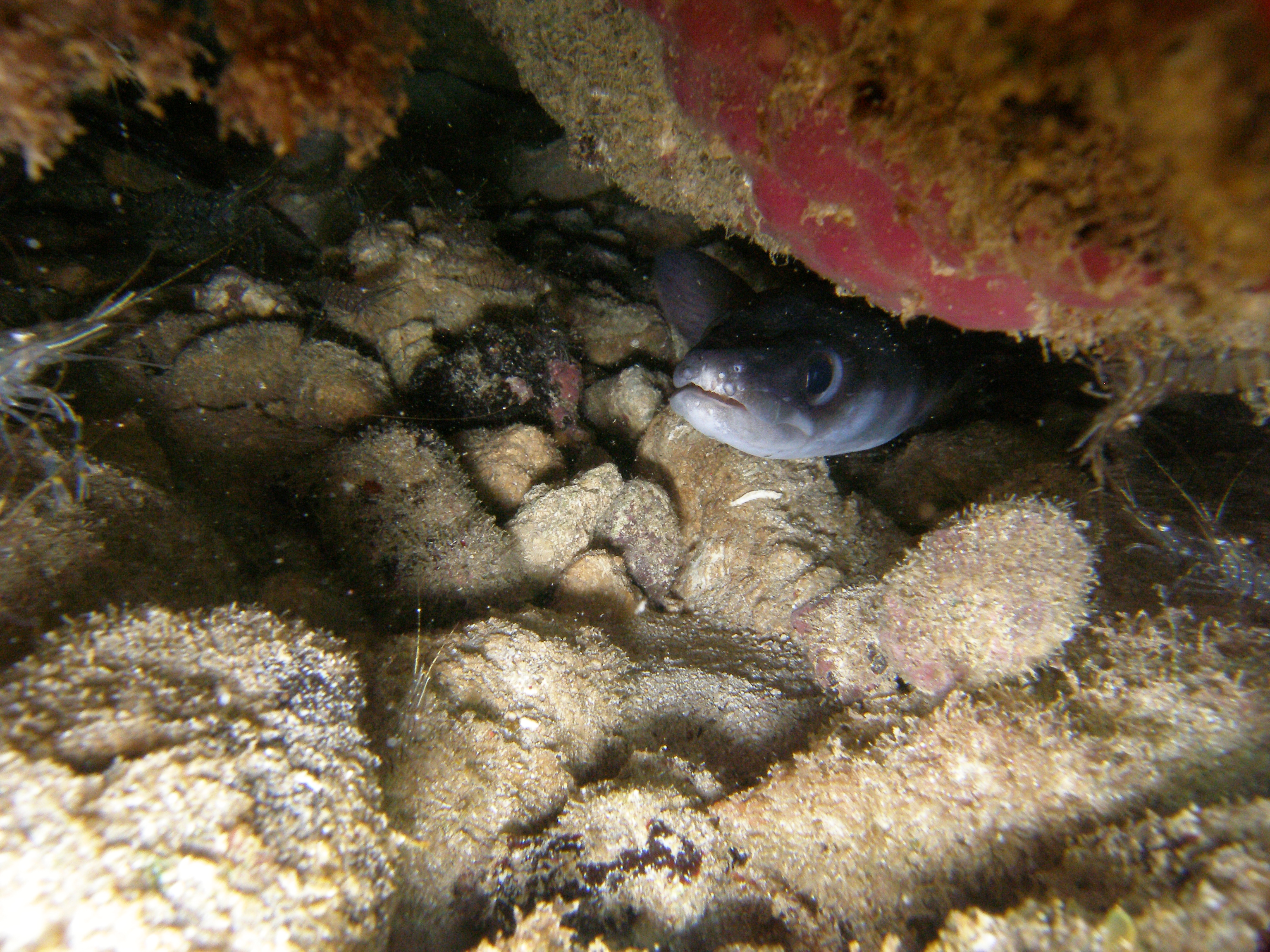
Un grongo nascosto tra le rocce

Avviene in estate. Pare che i gronghi si riproducano solamente in luoghi ben precisi (uno di questi è stato identificato in Sardegna presso Punta Scoglietti, Stintino, un altro tra Gibilterra e le Isole Azzorre), a profondità superiori ai 500 metri. Le larve sono leptocefali.

## Pesca
Si tratta di una comune cattura con i più svariati sistemi di pesca commerciale: palamiti, reti a strascico, reti da posta, etc. Le carni sono ottime anche se commercialmente considerate di poco valore e viene spesso smerciato (spellato) come palombo o altri pesci più pregiati. Si tratta di un ingrediente indispensabile per molte zuppe di pesce come il cacciucco. È preda apprezzata dai pescatori sportivi per la tenace resistenza che oppone alla cattura. Si pesca spesso con la tecnica del surf casting di notte anche se tante catture avvengono di giorno.